# Cyril Offord
Cyril Offord   (Londres, 9 de juny de 1906 - Oxford, 4 de juny de 2000) va ser un matemàtic anglès.
Els seus pares eren Germans de Plymouth, però ell no va tenir mai bons records de la seva educació religiosa. Va estudiar al University College de Londres i a la Universitat de Cambridge, on va rebre dos doctorats en matemàtiques: el primer a Londres (dirigit per Lancelot Bosanquet) el 1932 i el segon a Cambridge (dirigit per Godfrey Harold Hardy) el 1936. El 1937 va ser nomenat fellow del St John’s College de Cambridge i de 1940 a 1942 va ser professo temporal a la universitat de Bangor. Des de 1942 fins a 1948 va ser professor del King’s College, Newcastle i el 1948 va retornar a Londres en ser nomenat professor del Birkbeck College. El 1966 va deixar el Birkbeck College per desacords sobre els estudis de grau en matemàtiques i es va convertir en el primer professor de matemàtiques la London School of Economics. Es va retirar el 1973 però va continuar fent treballs de recerca per al Imperial College London fins al 1980, quan se'n va anar a viure a Oxford on va morir el 2000.
Offord va publicar una cinquantena de treballs científics sobre anàlisi de Fourier i sobre anàlisi probabilístic, El mateix any de la seva mort, la London School of Economics va establir un premi amb el seu nom per al millor estudiant de grau en matemàtiques.